# Empfehlungen für Fußgängerverkehrsanlagen
Die Empfehlungen für Fußgängerverkehrsanlagen (kurz EFA) sind ein in Deutschland gültiges technisches Regelwerk, das von der Forschungsgesellschaft für Straßen- und Verkehrswesen herausgegeben wird. Die aktuellen Empfehlungen stammen aus dem Jahr 2002.
Sie beinhalten verschiedene Charakteristika des Fußverkehrs und Planungsgrundsätze. Die EFA versuchen, den Anspruch von Fußgängern an ihren Bewegungsraum im Straßenverkehr auf eine gleichberechtigte Ebene mit anderen Verkehrsarten zu bringen. Im Zentrum steht dabei ein dreistufiges Planungsverfahren, in dem Grundformen und Ansprüche an fußgängerrelevante Infrastruktureinrichtungen wie Ampeln oder Fußgängerüberwege definiert werden. Außerdem enthalten die EFA anleitende Empfehlungen für Entwurf, Ausstattung und Betrieb des Fußverkehrs.